# アンバ・シェファード
アンバー・シェパード (Amba Shepherd)は、オーストラリア出身のシンガーソングライター。シドニーの音楽一家の間に生まれた。

## 概要
彼女にとって、オランダ人音楽プロデューサーのハードウェルとのコラボレーション楽曲"Apollo"がもっとも有名であるこの曲により、ビートボートTOP100にランクインを果たした。。
アンバー・シェパードは、2013年6月号のエレクトロ雑誌上にて、"EDMにおけるもっとも価値のあるアーティスト"として紹介され、一方、DMCワールドでは、"ダンスフロアーにおけるナンバーワンの歌声"とも言われた。

## ディスコグラフィー
(フィーチャリングアーティスト）
- 2011: "Vandalism" (with Porter Robinson)
- 2011: "Man on the Run" (with Suae & Pulsar)
- 2012: "Sky High" (with Dyro)
- 2012: "Perfect Crime" (with Joan Reyes & Heren)
- 2012: "Apollo" (with Hardwell)
- 2013: "Let The Love" (with Starkillers & Dmitry Ko)
- 2013: "Finally" (with Mikkas)
- 2013: "Haunting Me" (with Suae & Pulsar)
- 2013: "Let It Out" (with Jono Fernandez & Pauls Paris)
- 2013: "Not Too Late" (with Tom Swoon)
- 2013: "Who We Are" (with Shermanology)